# Бенитес, Вильфред
Вильфред Бенитес (англ. Wilfred Benitez; род. 12 сентября 1958, Бронкс, Нью-Йорк, Нью-Йорк (штат), США) — пуэрто-риканский боксёр-профессионал, выступавший в 1-й полусредней, полусредней, 1-й средней и средней весовых категориях. Чемпион мира в 1-й полусредней (версия WBA, 1976) и полусредней (версия WBC, 1979) и 1-й средней (версия WBC, 1981—1982) весовых категориях. Бенитес является самым молодым чемпионом мира по боксу — на момент взятия титула WBA в 1-м полусреднем весе, в 1976 году, ему было 17 лет и 5 месяцев.

## 1973—1990
Дебютировал в ноябре 1973 года.
В марте 1976 года Вильфред Бенитес победил раздельным решением судей чемпиона мира в 1-м полусреднем весе по версии WBA Антони Сервантеса. Бенитес стал самым молодым чемпионом мира по боксу в истории этого вида спорта — на момент боя ему было 17 лет и 5 месяцев.
В мае 1976 года он победил по очкам Эмилиано Вилью.
В октябре 1976 года он нокаутирвал в 3-м раунде Тони Петронелли.
В январе 1979 года Бенитес победил по раздельным решением судей чемпиона мира в полусреднем весе по версии WBC Карлоса Паломино.
В марте 1979 год он победил по очкам Харольда Уэстона.
В ноябре 1979 года состоялся бой двух непобежденных боксеров — чемпиона мира в полусреднем весе по версии WBC Вильфреда Бенитеса и претендента Шугара Рэя Леонарда. Леонард нокаутировал чемпиона в 15-м раунде.
В мае 1981 года Бенитес победил нокаутом в 12-м раунде чемпиона мира в 1-м среднем весе по версии WBC Мориса Хоупа.
В ноябре 1981 года он победил по очкам Карлоса Сантоса.
В июне 1982 года он вышел на бой против бывшего чемпиона мира в нескольких весовых категориях Роберто Дурана. Бенитес выиграл по очкам.
В декабре 1982 года Бенитес вышел на ринг против бывшего чемпиона мира в полусреднем весе WBA Томаса Хирнса. Хирнс победил большинством голосов судей.
После этого боя Бенитес начал чередовать победы с поражениями.
В сентябре 1990 он провёл свой последний бой.